# Gentleman Jim
Gentleman Jim este un film biografic american, realizat în 1942 de regizorul Raoul Walsh. Filmul prezinta aspecte din viata sportiva aboxerului James J. Corbett, povestite pe baza romanului autobiografic The Roar of the Crowds.

## Distribuție
- Errol Flynn – Jim Corbett
- Alexis Smith – Victoria Ware
- Jack Carson – Walter Lowne
- Alan Hale – Pat Corbett
- John Loder – Carlton De Witt
- William Frawley – Delaney
- Minor Watson – Buck Ware
- Ward Bond – John Sullivan
- Wallis Clark – Richter Geary
- Art Foster – Jack Burke
- Sammy Stein – Joe Choynski
- Madeleine Lebeau – Anna Held
- Rhys Williams – Harry Watson
- Arthur Shields – Father Burke